# 16518 Акіхікоїто
16518 Акіхікоїто (1990 WF, 1956 TH, 1985 EH, 16518 Akihikoito) — астероїд головного поясу, відкритий 16 листопада 1990 року.
Тіссеранів параметр щодо Юпітера — 3,608.